# Racotis sordida
Racotis sordida är en fjärilsart som beskrevs av W. Warren 1896. Racotis sordida ingår i släktet Racotis och familjen mätare. Inga underarter finns listade.